# P3 Lab
P3 Lab är ett radioprogram i Sveriges Radio P3 som spelar osignad musik. I P3 Lab hörs också ny svensk musik från små etiketter, inom olika genrer och olika stilar. Programmet hette tidigare P3 Demo.

### Fotnoter
1. ↑  ”Svensk mediedatabas”. http://smdb.kb.se/catalog/search?q=%22P3+Lab%22+typ%3Aradio&sort=OLDEST. Läst 25 juni 2011.
2. ↑  P3 Demo byter namn!